# قصر أولاد سليمان
قصر أولاد سليمان هو قصرٌ (قريةٌ محصنة) في المغرب، يقعُ في منطقة فكيك.